# The Vandals
A The Vandals egy amerikai hardcore punk/punk együttes, amely főleg humoros szövegekről ismert. Négy tag alkotja: Joe Escalante, Dave Quackenbush, Josh Freese és Warren Fitzgerald. Ez a felállás egészen a mai napig.
1980-ban alakultak meg a kaliforniai Huntington Beach-en. Anarchy Taco és Stevo's New and Improved Vandals neveken is tevékenykednek. Karrierjük kezdetén még hardcore punkot játszottak, később azonban már punk-rockot is játszottak.
A Variety magazin beperelte a Vandals zenekart, a "Hollywood Potato Chip" lemez borítója miatt, a Vandals felirat betűtípusa ugyanis kísértetiesen hasonlít a Variety logójáéhoz.

## Diszkográfia

### Stúdióalbumok
- Peace Thru Vandalism (1982)
- When in Rome Do as the Vandals (1984)
- Slippery When Ill (1989)
- Fear of a Punk Planet (1995)
- Live Fast, Diarrhea (1999)
- The Quickening (1996)
- Oi! to the World (1996)
- Hitler Bad, Vandals Good (1998)
- Look What I Almost Stepped In... (2000)
- Internet Dating Superstuds (2002)
- Hollywood Potato Chip (2004)